# Casa de Atreu
Casa de Atreu, na mitologia grega, se refere à descendência de Atreu e à maldição que os acompanhou. Nas palavras que Ésquilo colocou na boca da babá de Orestes, na peça Coéforas: Que mulher infeliz eu sou! Como os problemas insuportáveis de todo o tipo que ocorreram com a Casa de Atreu sempre trazem dor ao meu coração!
Atreu, rei de Argos, filho de Pélops e Hipodâmia, neto de Tântalo, irmão de Tiestes, Piteu e Alcatos. Casou-se com Érope e teve como filhos Agamenon e Menelau. Furioso diante da traição de Érope com Tiestes, Atreu matou os filhos do casal (Tântalo e Plístenes) e serviu-os ao irmão. Em ódio, Tiestes pediu para que o filho restante - Egisto - vinga-lo quando crescesse.
Os filhos de Atreu com Érope casaram-se com as filhas de Tíndaro, rei de Esparta, filho de Gorgofone e Ébalo, neto de Perseu, e Leda - Helena e Clitemnestra.
Helena (suspeita de ser, em verdade, filha de Zeus) apaixona-se por Páris, filho de Príamo, neto de Tros, príncipe de Tróia e vai para a terra do amante.
Menelau, marido de Helena, pai de Hermione, rei de Esparta, conta com a ajuda do irmão Agamenom, marido de Clitemnestra, pai e Orestes, Electra, Ifigênia, Ifianassa e Crisótemis, rei de Argos para reunir diversos reis gregos e dar início à Guerra de Tróia.
Ao findar a Guerra, Menelau retorna com Helena para Esparta e Agamenom retorna para sua esposa e filhos em Argos. Porém, sua esposa tem como amante Egisto, seu primo, que em vingança prometida ao pai, o mata com a ajuda de Clitemnestra, esta incentivada pelo sacrifício da filha Ifigênia por Agamenom, e toma o trono. Até que Orestes, incitado por Electra, mata o padrasto e a mãe.
Orestes vaga perturbado pelas Fúrias até encontrar Ifigênia completamente desmemoriada, servindo de sacerdotisa de Ártemis.